# Ctenota coerulea
Ctenota coerulea là một loài ruồi trong họ Asilidae. Ctenota coerulea được Becker miêu tả năm 1913. Loài này phân bố ở vùng Cổ Bắc giới.